# Полежаев, Георгий Михайлович
Георгий Михайлович Полежаев (9 декабря 1900, Кирсанов, Тамбовская губерния, Российская империя — 1986, Пермь, РСФСР) — украинский советский театральный деятель, актёр театра и кино, режиссёр, театральный педагог. Заслуженный артист РСФСР (1937). Народный артист Украинской ССР (1943).

## Биография
Образование получил в 1921—1925 годах в Театральном техникуме и на высших режиссёрских курсах в Москве.
Выступал на сцене Московского Малого театра, в 1927—1931 годах работал в театрах Украины: Днепропетровска, Харькова, Макеевки, Ворошиловграда, в 1931—1936 годах — актёр и режиссёр театра «Красный факел» (Новосибирск).
В 1936—1937 годах выступал в Днепропетровском музыкально-драматическом театре. С 1937 года — в Киевском театре Красной Армии КОВО (ныне Драматический театр Западного оперативного командования во Львове), в 1944—1948 годах — актёр и режиссёр ЦТСА (Москва), в 1950—1954 годах — главный режиссёр Грозненского русского театра. Работал также в театрах Министерства Вооруженных Сил СССР (театр Туркестанского военного округа (1956—1958); театре Северной группы войск (1958—1960).
Кроме театральной и преподавательской деятельности, снимался в кино.
В 1937—1941 годах руководил курсом актёрского мастерства Киевского театрального института, в 1955—1958 годах преподавал в Ташкентском театральном институте.
С 1962 года — художественный руководитель и педагог кафедры мастерства в Свердловском театральном училище.

Г. Полежаев в роли Петлюры в фильме «Щорс»

## Избранные театральные роли
- Сатин («На дне» М. Горького),
- Полежаев («Беспокойная старость» Л. Рахманова),
- Корчагин («Как закалялась сталь» по Н. Островскому),
- Суворов («Полководец Суворов» Бахтерева),
- дед Остап, Гайдар («Партизаны в степях Украины», «Фронт» А. Корнейчука),
- Гамлет («Гамлет» Шекспира).

## Избранная фильмография
- 1939 — Щорс — Петлюра / буржуа
- 1968 — Сказы уральских гор (документальный) — эпизод